# 清恵会病院
清恵会病院（せいけいかいびょういん）は大阪府堺市堺区にある病院である。社会医療法人清恵会が経営する。
市立堺病院の西区への移転に伴う後利用事業者（公募）として｢市立堺病院後利用事業者選定委員会｣において審査が行われ、2011年12月、清恵会が選定された。2015年10月、堺市立病院跡地である現在地に清恵会病院と清恵会三国丘クリニックを統合移転するかたちで開院した。

## 沿革
- 昭和45年7月　清恵会病院開設
- 昭和46年12月　医療法人清恵会の設立
- 昭和50年9月　清恵会高等看護学院開校（2年課程定時制・昼間）
- 昭和50年12月　清恵会病院第1分院（人工腎センター）開設
- 昭和51年10月　清恵会高等看護学院を専修学校制度創設に伴い、清恵会医療専門学院として昇格認可
- 昭和52年4月　清恵会医療専門学院の課程の増設〔第1看護学科（3年課程全日制）、第2看護学科（2年課程定時制）〕、清恵会第二医療専門学院開校〔理学療法士科、放射線技師科（1部・2部）〕
- 昭和52年9月　清恵会病院第2分院（リハビリセンター）開設
- 昭和55年1月　清恵会医療専門学院を現在地に移転
- 昭和55年4月　清恵会医療専門学院に准看護学科を増設
- 昭和55年7月　清恵会近江温泉病院開設
- 平成5年3月　清恵会近江温泉病院移譲
- 平成9年4月　清恵会訪問看護ステーション開設
- 平成11年8月　清恵会介護支援ステーション開設
- 平成16年4月　清恵会介護支援ステーション廃止
- 平成16年10月　清恵会病院第2分院閉院
- 平成16年11月　清恵会三宝病院開設
- 平成16年11月　清恵会病院第1分院閉院
- 平成16年12月　清恵会向陵クリニック開設
- 平成17年10月　清恵会三国丘クリニック開設
- 平成20年3月　清恵会病院・清恵会三国丘クリニック、電子カルテ導入
- 平成20年7月　清恵会病院DPC準備病院
- 平成20年11月　清恵会病院レセプトオンライン請求開始
- 平成22年6月　病院機能評価・一般病院ver6認定
- 平成22年7月　清恵会病院DPC対象病院
- 平成26年1月　社会医療法人認定及び社会医療法人清恵会へ名称変更
- 平成27年4月　日本医療機能評価（一般病院2:機能種別版評価項目3rdG:Ver.1.0）認定
- 平成27年10月　清恵会病院・清恵会医療専門学院・清恵会第二医療専門学院を市立堺病院移転跡地に移転[1][2]

## 診療科目
- 内科
- 小児科
- 外科
- 産婦人科
- 整形外科
- 形成外科
- 脳神経外科
- 眼科
- 放射線科
- 発熱外来
- 麻酔科
- 救急医療部
- 大阪外傷マイクロサージャリーセンター
- フットケアセンター
- ドライブスルーPCR

新型コロナウイルス感染症を疑う患者のPCR検査について、従来の「帰国者・接触者外来」を設置する医療機関等に加え、大阪府・大阪府医師会・大阪府看護協会の協力のもと、検体採取場所（ドライブスルー方式）を確保し、検査体制を拡充している。車に乗ったまま検体を採る方式で検査時間を縮めて件数を増やし、感染拡大の防止を目指す。検査対象者は「新型コロナ受診相談センターへの相談により、発熱等の症状から新型コロナウイルス感染症が疑われる患者のうち、保健所長が必要と判断した者」であり、本人希望による受付は原則できないが緊急性のある場合には可能である。徒歩で来てもらうウォークイン方式も設け、1ブースで1時間に4人ずつ検査する。場内には2ブースを設け、府医師会から派遣された医師が検体を採取し、看護師が補助する。大阪府下の1日の検査数を2倍に倍増させるためこの「ドライブスルー方式」が導入された。1人15分程度で済み、従来の診察室で受ける検査に比べ待ち時間がなくなるため、検査にかかる時間が大幅に短縮される。

## 受付時間
- 初診の受付（初めて受診する場合）
  - 8:00-11:30
  - 13:00-16:00
  - 診療開始時間 9:00
- 予約の入っていない科の受付
  - 8:30-11:30
- 休診日
  - 日曜日、祝日、年末年始（発熱外来、救急は24時間体制）

## 施設基準
- 一般病棟入院基本料（7対1）
- 臨床研修病院入院診療加算
- 妊産婦緊急搬送入院加算
- 診療録管理体制加算
- 医師事務作業補助体制加算
- 療養環境加算（東2階）
- 重症者等療養環境特別加算
- 栄養管理実施加算
- 医療安全対策加算
- ハイリスク妊娠管理加算
- 退院調整加算
- 後期高齢者総合評価加算
- 後期高齢者退院調整加算
- 糖尿病合併症管理料
- 地域連携小児夜間・休日診療料1
- 地域連携診療計画管理料、地域連携診療計画退院時指導料
- 薬剤管理指導料
- 医療機器安全管理料1
- 血液細胞核酸増幅同定検査
- 検体検査管理加算（I）
- 検体検査管理加算（II）
- 神経学的検査
- CT撮影及びMRI撮影
- 外来化学療法加算2
- 運動器リハビリテーション料（II）
- 呼吸器リハビリテーション料（II）
- ペースメーカー移植術、ペースメーカー交換術
- 大動脈バルーンパイピング法（IABP法）
- 医科点数表第2等10部手術の通則及び6に揚げる手術
- 麻酔管理料
- 褥瘡患者管理加算

## 新型コロナウイルス対応
発熱外来において2020年12月22日に厚生労働省から通達のあった、「自費検査を提供する機関が利用者に情報提供すべき事項」を開示して新型コロナウイルス感染症に対し検査を行っている（現在、検査数が急増し検査会社の検査体制の変更も考えられ、結果報告の時期は予告なく変更する可能性あり）。また、医療機関でのクラスターの発生状況も踏まえ、医療従事者の負担や疲労、それに伴う免疫機能の低下による新たな健康被害の拡大も危惧されているため、医療崩壊を防ぐためにも職員は検温等の健康管理やマスクの着用、手指衛生を実施し感染から守り、広めてしまわない事が大切だと考えている。そこでPCR無償検査を通じて医療従事者を支え、府を支える取り組みを行っている。

### PCR検査
新型コロナウイルス感染症の診断における鼻咽頭ぬぐい液及び唾液の有用性について、発症から9日以内であれば両者で良好な一致率が認められるとの研究結果が示されたので令和2年6月2日に厚生労働省から「症状発症から9日以内の者については唾液PCR検査を可能」という通知が発出された。これを受け、厚生労働省で承認されている体外診断用医薬品（Takara SARS-CoV-2 ダイレクトPCR検出キット ・ Ampdirect2019-nCoV検出キット）を用いて新型コロナウイルスPCR検査を実施している。唾液2㏄を容器に入れるだけの簡単な検査で、医療者側にも安全で暴露する心配が無い（乳幼児や希望者には鼻咽頭ぬぐい液を用いた検査も行っている）。これは検査結果が出るまでに数時間かかり、また、陽性が疑われた場合などは再検査に回るため、2日以上かかる可能性がある。保険外診療で自費診療となり、証明書が必要な場合は、直接来院する必要もある。

### 抗原検査
今、感染しているかいないかがわかる検査であり厚生労働省で承認されている体外診断用医薬品（クイックナビ-COVID19 Agキット）を用いて鼻の奥の粘膜、唾液から検査が可能。鼻咽頭ぬぐい液をスワブ（長い綿棒）で採取し、試薬を用いて調べる迅速かつ簡便な検査。検査結果は当日約30分で判明する。PCR検査に比べると迅速かつ簡便で安価な検査である代わりに、ウイルス量が多くないと検出できないという特徴があり、偽陰性の割合がPCR検査に比べると高いとされる。そのため、やや感度が低い検査であり、陽性となった場合は確定診断として十分な判断材料となるが、陰性となった場合も、完全には新型コロナウイルスに感染していないと確定することは出来ない。また、保険外診療で自費診療となる。

### 抗体検査
プロラストSARS-CoV-2 IgM/IgG(Arton)キットを用いて少量の血液で検査をすることができ、抗体検査（IgG・IgM）で陽性であれば、過去に新型コロナウイルスにかかったことがあることがわかる。体内で抗体を持っていれば今後新型コロナウイルスには感染しない、もしくは感染しても軽症で済む。IgG・IgM抗体は感染後1～2週間後から上昇し、IgG抗体は数年の間、血液中に生成される。また一般的な抗体に関する見解として、抗体が陽性の場合は、再び感染するリスクは少なくなると考えられている。血液を検査キットにたらすことで、約20分で検査結果が判明するが、保険外診療で自費診療となる。

### ワクチン接種
急がれるワクチン接種について、堺市は、大阪府内の他の自治体に先駆けて、2020年12月、新型コロナのワクチン接種に向けたチームを設置。堺市では、2021年3月下旬ごろから市内の高齢者23万人に優先的に接種を始める方針で、市内にある約20の病院を接種場所として確保することを目標に交渉を行っている。また、大阪府による『新型コロナウイルス対策本部会議』において、職員向けのワクチン接種が先行して3月初旬に開始される。まず、国による医療従事者向けの接種が2月にスタートした後、府でも3月初旬から開始。また、同月の中旬から下旬にかけては、市町村主体で府内約230万人となる65歳以上の高齢者への接種がスタート。そのほかの人は4月からを予定し、基礎疾患のある人が優先的に接種されることになっている。 厚生労働省によると、使用されるワクチンは米国モデルナ社ワクチン5000万回分、米国ファイザー社と英国アストラゼネカ社のワクチンがそれぞれ1億2000万回分で、計2億9000万回分。 いずれもワクチン開発が成功した場合に供給を受けられるよう契約締結や基本合意に至っていると発表されている。 各ワクチンは管理方法などが異なり、接種に至るまでの輸送、保管、人員の確保など、さまざまな課題がある。ワクチン接種を確実かつ迅速に進められるよう、1月1日に健康医療部内にワクチンチームが立ち上げられ職員へ接種希望調査を行い、13日には府と市町村が実施体制の確保について調整。ワクチン接種に向けて進めている。 府では、医療従事者へ優先接種に向けた事前調査の協力依頼を15日まで実施。また、各施設に接種希望人数や自院での接種可否などを確認している。

### その他
府は特措法24条に基づき、府私立病院協会に対して、当院を含め200床以上の拠点病院など27カ所で、計30床の追加確保を要請している。応じなければ、緊急事態宣言時に指定公共機関に指示ができると定めた特措法33条に基づき、指示に踏み切る意向である(府内に約1500床あるコロナ病床を運用するのは公立、公的病院が中心で、民間病院のベッド数は約3割。府内には約430の民間病院があるが、病床を運用しているのは46病院と約1割にとどまっている)。吉村洋文知事は「同法33条に基づく指示の権限も行使したい」とかねて言及しており、同法に基づく指示を出せば全国初となる。府内では2020年11月下旬以降、重症病床の運用率が8割を超えて切迫。府は12月下旬、府内にある当院を含む2次救急の民間病院のうち、呼吸器内科などがある約110病院に対して、計200床の上積み確保を要請した。

## 情報漏洩
過去に他院での医療ミスに関する患者情報を暴力団組員に提供し、その組員が恐喝容疑で逮捕されるといった情報漏洩事件が発生している。

## 関連施設
- 清恵会三宝病院
- 清恵会向陵クリニック
- 清恵会三国ヶ丘クリニック
- 清恵会訪問看護ステーション（訪問看護事業）
- 清恵会医療専門学院（看護）
- 清恵会第二医療専門学院（理学・放射線）

## 交通アクセス
- 南海高野線「堺東駅」又は南海本線「堺駅」から南海バス乗車、「栄泰橋」（旧・市立堺病院前）停留所下車すぐ[4]